# 福田喜東
福田 喜東（ふくだ よしはる、1905年（明治38年）5月26日 – 1983年（昭和58年）7月15日）は、昭和期の官僚、弁護士、政治家。衆議院議員。

## 経歴
母の生家の大分県宇佐郡四日市町（現宇佐市）で生まれる。第三高等学校を卒業。1927年（昭和2年）12月高等試験行政科試験に合格し、司法科試験にも合格した。1928年（昭和3年）東京帝国大学法学部法律学科（独法）を卒業。同年、内務省に入省し千葉県属に任官した。
以後、社会局属、国際労働機関在勤（ジュネーヴ）、社会局事務官、企画院調査官、東亜研究所参与、企画院書記官、商工省事務官兼書記官・振興部金融課長兼施設課長、総務課長兼工務課長、企業局工政課長、絹毛課長、商工組合中央金庫監理官、熊本営林局総務部長、千葉県教育民生部長、神奈川県労働部長、神奈川労働基準局（現神奈川労働局）長などを歴任し、1948年（昭和23年）に退官した。
1949年（昭和24年）1月、第24回衆議院議員総選挙に大分県第2区から民主自由党公認で出馬して初当選。第25回総選挙では次点で落選し、1953年（昭和28年）4月の第26回総選挙で再選され、衆議院議員を通算2期務めた。この間、民主自由党文化副部長、自由党政調会農林副部長、同農林部長、同林業対策部長、同災害対策部長などを務めた。その後、第27回、第28回総選挙に立候補したがいずれも落選した。
その他、大分県森林組合連合会会長、同林道協会会長、全国森林組合連合会副会長、全国林道協会監事なども務め、東京と福岡県築上郡吉富町で弁護士を開業した。

## 著作
- 『世界計画経済 第1巻』河出書房、1938年。
- 『世界計画経済 第4巻』河出書房、1939年。
- 和田太郎との共著『戦時下の中小商工業 : 転廃業と国民更生金庫について』朝日新聞社、1941。
- 『企業整備令詳解』高山書院、1942年。

## 親族
- 妹 福田昌子（衆議院議員）[3]
- 弟 福田敏南

## 脚註